# 雷號驅逐艦 (吹雪型)
雷是大日本帝國海軍的驅逐艦。吹雪型（特型）第23號艦（III型第3號艦）。在日本海軍中為第二艘使用「雷」作艦名的艦船。

## 艦歷
「雷」於1930年（昭和5年）3月7日在浦賀船渠動工。1931年（昭和6年）10月22日下水。1932年（昭和7年）8月15日竣工。
於太平洋戰爭開戰時，與驅逐艦「曉」「響」「電」共同編入第六驅逐隊，並隸屬於第一水雷戰隊。1941年（昭和16年）12月4日開始參加香港攻略戰，並協同「電」以艦砲擊沉英軍哨戒艇，但在12月20日與「電」一同駛近香港島時受到赤柱炮台的9.2吋海防炮阻擊，有炮彈落在艦側10米處，使該艦艦體輕傷，而且兩艦都無法還火，只好施放煙幕撤退。

### 蘇臘巴亞海海戰的敵兵救助行動
1942年（昭和17年）1月9日開始參與美娜多攻略戰。3月1日，在蘇臘巴亞海海戰中，與重巡洋艦「足柄」、「妙高」、「那智」、「羽黑」及驅逐艦「山風」、「江風」共同擊沉英軍重巡洋艦「愛塞特」號、驅逐艦「遭遇」號及美軍驅逐艦「蒲柏」號。於3月2日，在驅逐艦長工藤俊作（海軍中佐）的指示下，「雷」的乘員將被擊沉的「愛塞特」號 、「遭遇」號和「蒲柏」號共422名生還乘員救起。這些倖存者穿著救生衣，或抓住浮標，在海上漂流了約20個小時，其中許多人渾身沾滿油污，看不到東西。工藤俊中校的這一個拯救敵兵的人道主義決定使「雷」面臨受潛艇攻擊的危險。並由於獲救水手數量大，幹擾了「雷」的戰鬥能力。在拯救過程中，驅逐艦「電」亦有提供協助最後，這些被救起的生還者被引渡到荷蘭的醫院船。5月2日，被調配到北方部隊，並於29日，從陸奥湾川内出港，前往參與阿留申作戰。
於10月進入拉包爾，並在25日與第六驅逐隊（驅逐艦「曉」、「白露」）前往瓜達爾卡納爾島達林加錨地對美軍艦隻作出攻擊。當中美軍的高速扫雷舰「澤內」號受損、艦隊拖曳船「塞米諾爾」號及哨戒艇「YP-284」被擊沉。期間被F4F野貓戰鬥機以機槍攻擊，有數名人員死傷，但對艦隻的戰鬥力沒有影響。11月2日，前往瓜達爾卡納爾島從事鼠輸送作戰。11月9日，被指派到參與瓜達爾卡納爾島亨德森機場進行砲擊的挺身攻擊隊，並有楚克出港。12日晚上，瓜達爾卡納爾島近海與美軍艦隊交戰（第三次所羅門海戰）。於第1夜戰中被6發20厘米砲彈6發等擊中，一號砲塔及二號砲塔被破壞，亦有19人戰死、57人重傷。嚴重受損的「雷」亦因需往楚克泊地撤退，而不能為戰艦「比叡」進行護衛及參與第三次所羅門海戰第2夜戰。
1943年（昭和18年）3月22日，因需向阿圖島從事輸送作戰及為重巡洋艦「那智」、「羽黒」等及2隻輸送船的護衛，而由幌筵出港。27日，於阿圖島近海與美軍艦隊遭遇並交戰（阿圖島近海海戰）。於30日，因暴風關係，在起錨作業期間，於幌筵海峽與驅逐艦「若葉」發生碰撞事故而令艦首損傷。在大湊作應急修理後，於4月11日返回横須賀港。
1944年（昭和19年）4月13日，在進行船團護衛期間，關島以西被美軍潛艇「鮻魚」號（USS Harder, SS-257）的魚雷擊中沉沒。全員戰死。於6月10日除籍。
在神奈川縣横須賀市浦賀中，建立了表彰驅逐艦「雷」功績的慰霊碑。

## 歷代艦長

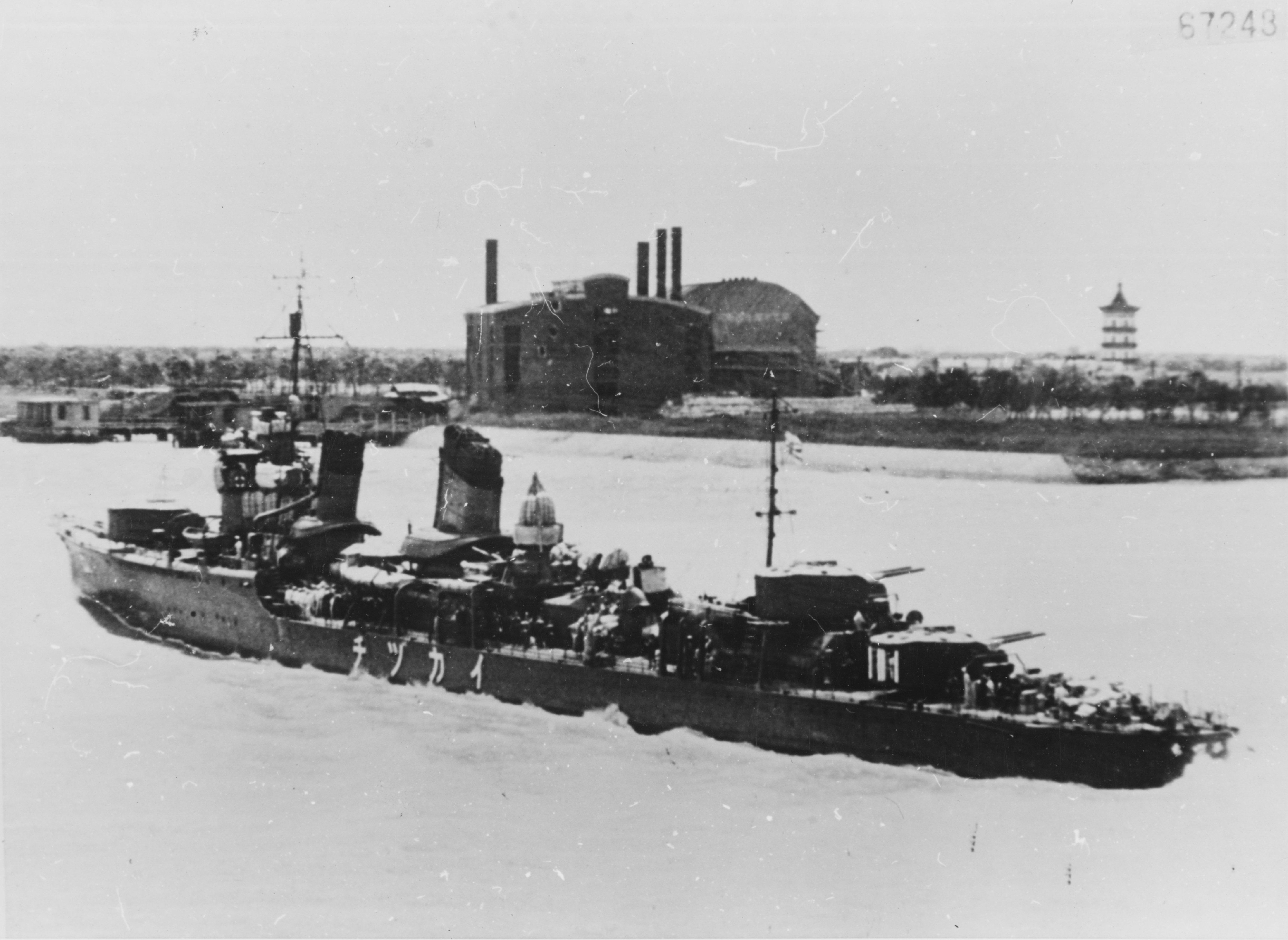
1938年左右的「雷」。照片由中國方面所拍攝。

### 艤裝員長
1. 佐藤慶蔵 中佐：1932年5月14日 -

### 艦長
1. 佐藤慶蔵 中佐：1932年8月15日 -
2. 手束五郎 少佐：1932年11月15日 -
3. 伊集院松治 少佐：1934年11月1日 -
4. 則満宰次 中佐：1935年11月21日 -
5. 竹内虎四郎 少佐：1936年12月1日 -
6. 柳川正男 中佐：1937年12月1日 -
7. 戸村清 少佐：1938年8月1日 -
8. 折田常雄 少佐：1939年10月15日 -
9. 工藤俊作 少佐：1940年11月1日 -
10. 前田実穂 少佐：1942年8月27日 -
11. 生永邦雄 少佐：1943年10月25日 -

## 關聯項目
- 大日本帝國海軍相撞事故列表

## 註腳
1. ↑  #奇蹟の海から61頁
2. ↑  鄺智文 & 蔡耀倫（2013年），第126-127页
3. ↑  惠隆之介著『敵兵を救助せよ!―英国兵422名を救助した駆逐艦「雷」工藤艦長』
4. ↑  『敵兵を救助せよ!』再現ドラマ 1/32/33/3
5. ↑  #奇蹟の海から180頁
6. ↑  #奇蹟の海から184頁
7. ↑  #奇蹟の海から207頁
8. ↑  #奇蹟の海から208頁
9. ↑  #奇蹟の海から229-231頁
10. ↑  #奇蹟の海から235頁
11. ↑  #奇蹟の海から236頁